# Kápolna (egyiptomi)
Az ókori egyiptomi építészetben a kápolnák a későbbi templomoknál szerényebb, főleg növényi anyagokból (fa, sás, nád) összerótt épületek voltak; térbeosztásukban azonban már felfedezhetők a templomokra jellemző elemek. 
Elődjeiknek a nílusi hajók fedélzetére épített árnyékvető sátrakat tekinthetjük. Ezekből alakultak ki a fáraó 30 éves uralkodási ünnepségén, az ún. szed-ünnepségen használt baldachinok és a kisebb istenségek szentélyei.
Részei:
- alacsony kerítéssel körülhatárolt udvar;
- vázas rendszerű, tornáccal körülvett épület.

A zárt terek közös jellemzője az ívelt, jellemzően szegmens ívű fedél.
Az abüdoszi kápolnák a későbbi templomtípus közvetlen előképei. Falaik anyaga vályogtégla, szerkezetükben megjelenik a későbbi korok jellemzőjévé vált lineáris elrendezés. Az udvarban az aszimmetrikusan nyíló bejárat mögött keresztfal akadályozta meg a közvetlen rálátást; a belső teret három, egy sorban elhelyezett kamrára osztották.